# Никола Николић (револуционар)
Др Никола Николић (1896—1986), лекар-епидемиолог и учесник Октобарске револуције и Народноослободилачког рата.

## Биографија
Као гимназијалац у Тузли, заједно са школским другом Младеном Стојановићем, прикључио се Тајној ђачкој организацији, која је припадала Младој Босни. Након Сарајевског атентата, сви чланови ове организације су били ухапшени, а септембра 1915. године је био осуђен на мању временску казну затвора. У јесен 1917. године био је услед опште амнестије пуштен из затвора и одмах упућен на Руски фронт. 
Успео је да побегне из Аустроугарске војске и преда се Русима. Потом се прикључио бољшевицима и учествовао је у Октобарској револуцији. Потом се вратио у Југославију, где је у Загребу студирао медицину. Био је члан Комунистичке партије Југославије (КПЈ), а у међуратном периоду је радио као лекар-епидемиолог у Загребу. 
Након окупације Југославије и проглашења усташке Независне Државе Хрватске, наставио је са радом у болници у окупираном Загребу, одржавајући везе са Народноослободилачким покретом (НОП) и шаљући лекове и санитетски материјал партизанима. Јула 1942. године је био ухапшен од усташа и заточен у логору Јасеновац. Фебруара 1943. године, са још четворицом затвореника, размењен је за Немце које су заробили партизани. 
По одласку у партизане, обављао је дужности — члана Санитетског одсека Врховног штаба НОВ и ПОЈ и шефа Медицинског одељења НОВ и ПОЈ у Италији. Био је члан војне мисије у Великој Британији и главни опуномоћеник Врховног штаба за питања Црвеног крста. У југословенском посланству у Швајцарској је организовао изложбу о злочинима за време рата. 
По завршетку рата био је секретар за заштиту здравља Федеративне Народне Републике Југославије и редовни професор Медицинског факултета у Сарајеву. У време сукоба Југославије и Совјетског Савеза, био је ухапшен због подршке Резолуцији Информбироа и био заточен у затвору на Голом отоку. 
Године 1948. у Сарајеву је објавио књигу „Јасеновачки логор”, која је касније доживела неколико поновних, али измењених издања под називом „Јасеновачки логор смрти”.

## Радови
- Nikolić, Nikola (1948). Jasenovački logor. Zagreb: Nakladni zavod Hrvatske.
- Nikolić, Nikola (1975). Jasenovački logor smrti. Sarajevo: Oslobođenje.
- Nikolić, Nikola (1979). Kozaračka djeca: Jasenovački logor. Zagreb: Stvarnost.